# Violino piccolo
Il violino piccolo è un arco utilizzato nel periodo barocco. Si tratta di un violino di taglia ridotta, accordato fino ad una quinta più in alto rispetto allo strumento standard (tipicamente una terza o una quarta sopra; tali strumenti sono anche noti con i rispettivi nomi in tedesco Terzgeige e Quartgeige).
Il violino piccolo è nato per consentire l'esecuzione dei passi più acuti in maniera tecnicamente comoda. Nel XVII secolo, infatti, la tecnica dei passaggi di posizione era molto difficoltosa, in quanto gli strumenti erano sostenuti solo dalla mano sinistra dell'esecutore (erano privi di mentoniera e di spalliera). In quel periodo i virtuosi si spingevano fino alla settima posizione e oltre, mentre i violinisti "di ripieno" nel orchestra solitamente non superavano la terza o la quarta posizione. Il violino piccolo permetteva dunque di eseguire comodamente le parti più acute, mantenendosi quasi esclusivamente in prima posizione.
Il violino piccolo propriamente detto nasce per rispondere a tali esigenze tecniche e, nella sua funzionalità, non deve essere confuso con i violini di taglia ridotta (ma con l'accordatura ordinaria del violino standard) destinati ai bambini, che hanno dimensioni analoghe al violino piccolo, ma vengono realizzati con uno scopo ben diverso e presentano di solito alcune differenze tecniche dal punto di vista costruttivo.

## Storia
I violini piccoli sono comparsi verso la fine del XVI secolo. Diversi esemplari (sotto il nome di claine discant) sono annoverati nell'inventario (1595) della collezione di strumenti musicali del Castello di Ambras. Michael Praetorius fa riferimento a tale strumento (Klein Discant Geig) nel suo celebre trattato, Syntagma musicum (1618). Quello che potrebbe essere un primo riferimento al violino piccolo in partitura risale a Monteverdi, che nel secondo atto de L'Orfeo (1607) impiega "duoi violini piccioli alla francese", tuttavia non è chiaro se si riferisca al violino piccolo propriamente detto. Leopold Mozart, nel suo trattato Versuch einer gründlichen Violinschule, descrive gli strumenti ad arco in uso all'epoca e menziona il violino piccolo. In particolare, Mozart sottolinea che all'epoca tale strumento era già in disuso, ma veniva impiegato come strumento da studio destinato ai bambini, e questo suggerisce che si trattava di strumenti molto più piccoli rispetto ai violini da ⅞ costruiti all'epoca.
In alcuni paesi, soprattutto in Francia, per l'esecuzione di passaggi acuti era preferito uno strumento a cinque corde con caratteristiche ibride tra violino (cassa) e viola da gamba (pendenza delle spalle e manico), detto quinton, diffuso nel XVIII secolo e dotato di maggiore sonorità rispetto al violino piccolo.
Il violino piccolo è caduto in disuso nel XVIII secolo, parallelamente alla transizione dal barocco allo stile galante e al classicismo, quando l'evoluzione della tecnica violinistica nei passaggi di posizione ha permesso di suonare comodamente nel registro più acuto su un normale violino 4⁄4. Nelle moderne esecuzioni di musica del periodo barocco, il violino piccolo viene talvolta sostituito con un violino di taglia ⅞ oppure con uno strumento a fiato che suona nello stesso registro, come l'oboe.
In epoca moderna sono stati progettati e costruiti analoghi violini da discanto di dimensioni ridotte e accordatura più alta rispetto al violino standard (come il violino sopranino e il violino soprano della nuova famiglia del violino) che però al momento non sono ancora entrati nell'uso comune.

## Caratteristiche costruttive ed esemplari

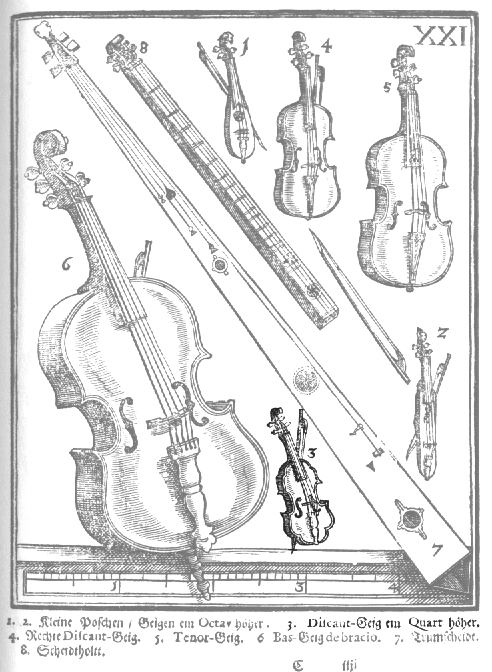
La tavola XXI del Syntagma musicum, con il violino piccolo (3) in evidenza.

La cassa di un violino piccolo ha dimensioni solitamente comprese tra i 25 ed i 28 cm. Tali misure sono suggerite da Nicholas Bessaraboff, i cui studi si basano sul Theatrum Instrumentorum, ovvero le tavole allegate al secondo volume (De Organographia) del trattato Syntagma musicum, del già citato Michael Praetorius. Tali tavole ritraggono dettagliatamente ed in precisa scala tutti gli strumenti musicali allora in uso in Italia, Germania ed Inghilterra. Il violino piccolo del trattato di Praetorius, ritratto nella tavola XXI (n. 3, in didascalia "Discant-Geig ein Quart hoher"), aveva quattro corde ed era accordato per quinte, una quarta sopra il violino standard.
A proposito degli strumenti realizzati nel XVIII secolo, è difficile capire se si tratta effettivamente di veri e propri violini piccoli oppure di violini di taglia ridotta destinati ai bambini. I violini piccoli propriamente detti si contraddistinguono generalmente per il manico più spesso, la tastiera più larga ed il cavigliere di dimensioni maggiori rispetto agli strumenti da studio destinati ai bambini.
Un esemplare ben conservato di violino piccolo originale dell'epoca barocca è un Girolamo Amati custodito al National Music Museum a Vermillion. La dimensione della cassa di questo strumento è pari a quella di un moderno violino da 1⁄4, il manico a quello di un 2⁄4 e il cavigliere a quello di un 3⁄4. La lunghezza delle corde vibranti equivale alla porzione di corda vibrante di un normale violino quando si suona una nota intonata una terza sopra la corda vuota. Anche la lunghezza della tastiera equivale a quella di un violino normale "tagliata" ad una terza dal capotasto.
Diversi altri violini piccoli originali sono sopravvissuti fino ad oggi e provengono dalle liuterie di Pier Antonio Cati (1700-1764), Giuseppe Guarneri (1698-1744), Paul Klemm e Omobono Stradivari (1679-1742). Si tratta di strumenti dalle dimensioni analoghe ad un moderno violino da 1⁄4, ma costruiti specificamente per adulti e non per bambini. Sono sopravvissuti alcuni violini piccoli di Antonio Stradivari, oltre a pochette, diversi violini 7⁄8 e a strumenti destinati all'infanzia.
Tra gli strumenti del XVII e XVIII secolo, oltre ai violini piccoli sopravvivono anche numerosi violini di taglia 7⁄8, la cui cassa (circa 34 cm) è poco più corta rispetto a quella di un violino standard. Sono nettamente più grandi rispetto ai violini piccoli già descritti e non è ben chiaro quale fosse la motivazione che portava alla costruzione di tali strumenti.
| Origine/liutaio                         | Lunghezza della cassa armonica in cm | Diapason (misura dal bordo superiore della tavola armonica alla tacca centrale delle effe) in cm | Lunghezza della corda vibrante in cm | Fonte/proprietario                                |
| --------------------------------------- | ------------------------------------ | ------------------------------------------------------------------------------------------------ | ------------------------------------ | ------------------------------------------------- |
| Paul Klemm, Randeck, 1593               | 24,2                                 |                                                                                                  | 24                                   | Cattedrale di Freiberg                            |
| Girolamo Amati, Cremona, 1613           | 26,7                                 | 15,3                                                                                             | 26,8                                 | Vermillion, National Music Museum                 |
| Michael Praetorius, 1620 circa          | 26                                   | 13,6                                                                                             | 22,5                                 | Ritratto in Syntagma musicum, Tav. XXI (3)        |
| Hendrick Jacobs, Amsterdam, 1660 circa  | 30,6                                 |                                                                                                  |                                      |                                                   |
| Rudolf Höß, Monaco di Baviera, 1690 (?) | 23                                   | 12,3                                                                                             | 25                                   | Berlino, Museo degli strumenti musicali, Nr. 4130 |
| Michael Platner, Roma, 1738             | 27,5                                 | 15,3                                                                                             | 26,8                                 | Proprietario privato                              |
| Omobono Stradivari, Cremona, 1740       | 25,5                                 |                                                                                                  |                                      |                                                   |
| Giuseppe Guarneri, Cremona, 1735        | 24,71                                |                                                                                                  |                                      |                                                   |
| Giuseppe Guarneri, Cremona, 1740        | 23,95                                |                                                                                                  |                                      | Osaka College of Music                            |
| Pier Antonio Cati, Firenze, 1741        | 26,2                                 | 13,8                                                                                             | 25,2                                 | Lipsia, Museo degli strumenti musicali, Nr. 756   |
| Leopold Widhalm, Norimberga, 1769       | 28,2                                 | 15,3                                                                                             | 28,2                                 | Norimberga, Germanisches Nationalmuseum, MI 26    |
| Gagliano                                | 24,3                                 | 12,8                                                                                             | 25,8                                 | Proprietario privato                              |
| Georg (II) Klotz, Mittenwald, 1780      | 33,3                                 | 14,7                                                                                             | 29,8                                 | Proprietario privato                              |

## Repertorio

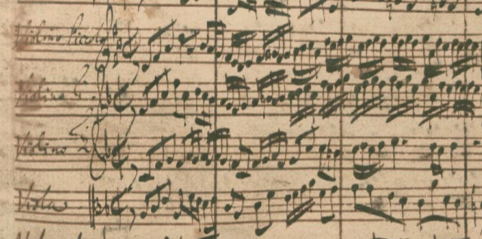
Porzione del manoscritto autografo del concerto brandeburghese n. 1, con le battute iniziali del primo movimento. Si nota la parte del violino piccolo (indicato come Terzgeige), scritta una terza sotto (in questa sezione iniziale il violino piccolo è all'unisono con il violino primo).

Il violino piccolo è stato impiegato da Johann Sebastian Bach in tre celebri composizioni, il concerto brandeburghese n. 1 (BWV 1046), le cantate Wachet auf, ruft uns die Stimme (BWV 140) e Herr Christ, der einge Gottessohn (BWV 96).
Altre composizioni che fanno uso del violino piccolo (sonate, cantate, concerti e suite) sono state scritte fino al 1775 circa. Tra i compositori che hanno utilizzato tale strumento, vi sono Johann Joseph Fux (rondò in do maggiore per violino piccolo, fagotto, archi e basso continuo), Sebastian Knüpfer , Johann Pfeiffer, Carl Heinrich Graun, Carl Ditters von Dittersdorf, Johann Georg Albrechtsberger, Johann Friedrich Doles, Philipp Heinrich Erlebach, Christoph Förster, Johann Gottlob Harrer, Johann Gottlieb Janitsch, Christian Gottfried Krause e Antonio Rosetti.